# ムハンマド3世 (後ウマイヤ朝)
ムハンマド3世（アラビア語: محمد الثالث, ラテン文字転写: Muhammad III、生年不詳 - 1025年）は後ウマイヤ朝の第8代カリフ（在位：1024年 - 1025年）。

## 生涯
初代カリフのアブド・アッラフマーン3世の曾孫（ハカム2世の弟ウバイド・アッラーフの孫）にあたる。反乱勢力に擁立されて、従兄弟にあたる先代カリフのアブド・アッラフマーン5世を殺害して即位するが、身勝手で残酷な統治を行ったことにより在位2年足らずで人心の離反を招いた。2年前までコルドバを支配していたベルベル系ハンムード朝のヤフヤー・アル＝ムタリの軍がコルドバに迫ると、仮面をつけ踊り子に扮して国境付近のサラゴサへ逃れようとしたが、逃亡の途上で家臣の手によって毒殺された。
後世の歴史家には「性欲と食欲のみに人生の全てを見出していた」と酷評されている。詩人として知られるワッラーダは、キリスト教徒の奴隷に生ませた娘である。